# Море Східне

Назви частин Місяця

Море Східне (лат. Mare Orientale) — місячне море 19°24′ пд. ш. 92°24′ зх. д. / 19.4° пд. ш. 92.4° зх. д. розташоване на західній околиці видимого з Землі півкулі Місяця.

## Походження
Море Східне має діаметр валу близько 930 км і сформувалося в результаті удару великого астероїда на ранньому етапі формування Місяця. Селенографічні координати об'єкта — 19,4 ° ю. ш. 92,8 ° з. д. (G) (O). Точний вік моря невідомий, однак передбачається, що воно утворилося трохи пізніше, ніж басейн моря Дощів, тобто не раніше ніж 3,85 млрд років тому. Навколишня порода належить до пізньоімбрійського періоду, в той час як басейн моря складений породами ранньоімбрійського періоду.

## Рельєф
На відміну від басейнів інших місячних морів, Море Східне слабо заповнене застиглою базальтовою лавою, що дозволяє нам спостерігати його морфологічну структуру. Центральна частина моря покрита тонким шаром базальтів: ймовірно менше 1 км в товщину, тобто менш потужним ніж в інших місячних морів на видимій півкулі. Зіткнення, що призвело до виникнення моря, викликало появу трьох концентричних складчатостей на місячній корі. Внутрішня гряда цього величезного ударного кратера сформована горами Рука, зовнішнє пасмо діаметром 930 км утворюють гори Кордильєри. Викинута в результаті зіткнення гірська порода має грубу булижникову структуру, що починається біля зовнішніх схилів Кордильєр і тягнеться до 500 км в різні боки, формуючи лінійні променеві утворення, які сходяться до центру моря.
На протилежній морю точці місячної поверхні розташовано Море Крайове.
Однією із заток Моря Східного є озеро Весни, що розглядається як одне з можливих місць для будівництва місячної бази.

## Назва
Сучасна назва моря була запропонована німецьким астрономом Юліусом Генріхом Францом в його книзі «Der Mond» (1906). Однак англійський астроном-любитель Патрік Мур у книзі «On the Moon» пізніше стверджував, що запропонував вказану назву в 1946 році. Протягом 1960-х років були отримані фотографічні зображення даного регіону, які дозволили припустити, що Море Східне є кратером ударного походження.
У роки, коли море отримало свою назву, щодо Місяця в астрономії була прийнята інша система іменування сторін світу. Проте пізніше, в 1961 році Міжнародним Астрономічним Союзом було ухвалено угоду про зміну сторін Схід-Захід місцями, таким чином Море Східне опинилося на західній околиці видимої півкулі Місяця.

## Галерея

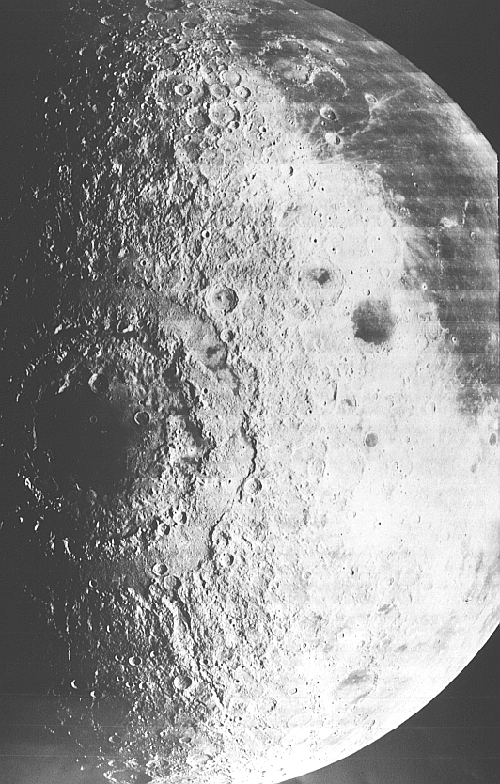
Фотографія на «Lunar Orbiter-4», 1967 р.
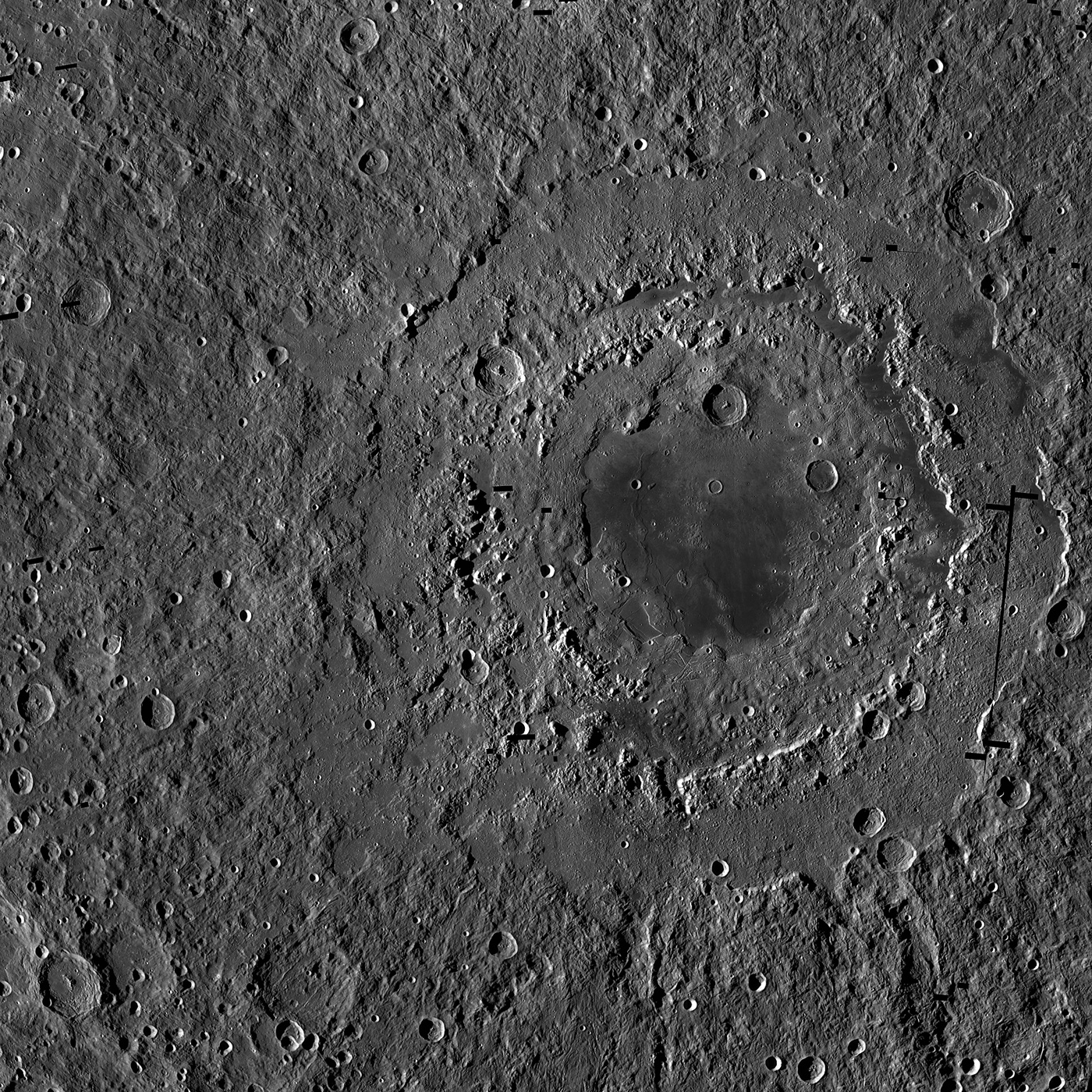
Фотографія на «Lunar Reconnaissance Orbiter», 2010 р.
Обрізана фотографія Місяця з Землі в повню з позначеним Морем Східним
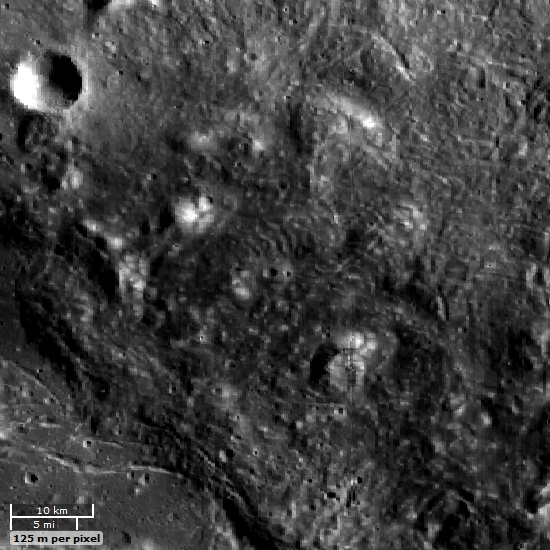
Куполоподібної форми пагорби на південній околиці басейну Моря Східного, можливо, сформовані потоками лави.